# 伊勢岩手藩
伊勢岩手藩（いせいわではん）は、豊臣政権下で伊勢国度会郡の岩出城（岩手城。現在の三重県度会郡玉城町岩出）を居城とした大名領国を「藩」と捉えた呼称。1590年に牧村利貞が城主となり、その没後は実弟の稲葉道通が跡を継いだ。稲葉道通は関ヶ原の戦いで東軍につき、戦後に加増を受けて伊勢田丸城に移った（田丸藩）。

## 歴史

### 前史：岩出城と田丸城
伊勢神宮外宮の南西約5km、宮川左岸に位置する岩出は、11世紀初頭（平安時代後期）から16世紀前半（室町時代後期）にかけて、伊勢神宮祭主大中臣氏の居館があった土地である（岩出祭主館跡参照）。また、14世紀前半（南北朝時代）には岩出の近隣（岩出の北西約4km）に北畠氏によって田丸城が築かれており、15世紀から16世紀にかけて田丸城は北畠氏による領域支配の重要拠点として機能した。
岩出城の築城時期ははっきりしない。永禄12年（1569年）に北畠氏は織田氏に降り、織田信長の二男・茶筅丸（のちに北畠具豊・織田信雄などと改名。以下織田信雄と記す）を養子に迎えた。織田信雄が田丸城に入った際、それまで田丸城主であった田丸直息（のちの田丸直昌）は居城として岩出城を築いたともされる。天正10年（1582年）の本能寺の変後、田丸直昌は織田信雄から離反して羽柴秀吉に従い、天正12年（1584年）に蒲生氏郷が伊勢に入った際に田丸城主に返り咲いた（田丸直昌は蒲生氏郷の妹婿に当たる）。天正18年（1590年）、豊臣秀吉の命により田丸直昌は蒲生氏郷ともに東北に移った。

### 牧村利貞と稲葉道通
『寛政重修諸家譜』（以下『寛政譜』）によれば、牧村利貞（兵部大輔）は稲葉重通（稲葉良通の庶長子）の子で、外祖父である牧村政倫の家督を継いだ。武将として織田信長・豊臣秀吉に仕えるとともに、茶人としても高名な人物であり、利休七哲の一人に挙げられる。
牧村利貞は豊臣秀吉のもとで馬廻衆の頭を務め、天正18年（1590年）に伊勢岩出城を与えられて2万石を領した。近隣の田丸城については、稲葉重通が城代になったともされる。牧村利貞は朝鮮出兵においては船奉行を務めたが、文禄2年（1593年）7月に朝鮮にて陣没した。
利貞には息子がいたが、秀吉の命によって実弟の稲葉道通が跡を継いだ。文禄3年（1594年）には伏見城の工事にあたり5700石を加増された。慶長3年（1598年）、木材の海上運輸税をめぐって九鬼嘉隆（志摩鳥羽城主）との間に紛争が生じたが、徳川家康の裁定によって稲葉道通が勝利した。これによって九鬼嘉隆との間に遺恨が生じたという。
関ヶ原の戦いにおいては東軍に与し、伊勢国において西軍に与した九鬼嘉隆らと戦った。これが功績とされ、戦後に2万石を加増されて伊勢田丸城を与えられ、4万5700石を領した。岩出城は慶長5年（1600年）には廃城になったと見られる。これにより田丸藩が立藩し（道通が田丸藩に移封され）、「岩手藩」は廃藩となったと見なされる。

## 歴代藩主
牧村・稲葉家
2万石→2万5700石。
1. 牧村利貞（としさだ）
2. 稲葉道通（みちとお）